# لويس ألبرتو راموس
لويس ألبرتو راموس (بالإسبانية: Luis Alberto Ramos)‏ (2 أكتوبر 1953 بمندوزا في الأرجنتين - ) هو لاعب كرة قدم أرجنتيني في مركز الهجوم. لعب مع كولو-كولو ونادي أونيفرسيداد دي تشيلي وHuracán Las Heras ‏.

## وصلات خارجية
- لويس ألبرتو راموس على موقع قاعدة بيانات كرة القدم.إي يو (الإنجليزية)